# Исидор (Борисов)
Архимандри́т Иси́дор (в миру Ива́н Бори́сов; ?—1890) — архимандрит Донского монастыря Русской православной церкви.

## Биография
Происходил из крестьянской семьи. Окончив в 1847 году 2-ю Московскую гимназию, в течение 25 лет служил по Министерству путей сообщения.
В 1875 году принял духовное звание, а в 1877 году, без вступления в брак, был рукоположен во священника к Никольской церкви Мезенского лесопильного завода Русановых. Здесь он горячо предался делу просвещения рабочих и самоедов. Построил небольшую деревянную церковь, в паперти её поместил школу и здесь, обучая детей и взрослых, проводил большую часть своего времени.
В 1881 году был принят в число братии Александро-Невской лавры, в 1885 году был назначен благочинным лавры; в 1887 году был возведён в сан игумена, а в 1889 году назначен архимандритом и наместником московского Донского монастыря; был духовником будущего высокопреосвященного митрополита киевского Иоанникия (Руднева)
Умер 19 (31) октября 1890 года во вверенной ему обители.